# Szentlőrincke
Szentlőrincke (régebben Lőrincke, szlovákul Lorinčík) Kassa város része Szlovákiában, közigazgatásilag a Kassai kerület Kassai II. járásához tartozik. Területe 2,97 km².

## Fekvése
Kassa óvárosától 4 km-re, délnyugatra fekszik. Átfolyik rajta a Belžiansky patak.

## Története
1280-ban „Gord” néven említik először. Az Aba nemzetség birtoka volt. 1332-ben az Aba nembeli kisidai Csurka István fiai Tamás, Miklós és János birtoka. 1377-ben Alsógordnak 13, Felsőgordnak 6 portája volt. 1406-ban szerepel először mai magyar nevén „Zenthlewrench” alakban. 1426-ban „predium Zenthlewryncz alio nomine Felgard”, 1427-ben „predium Zenthlewrincz alio nomine Felgard”, 1553-ban „Zenthlorincz” néven említik a korabeli források. 1553-ban mindössze két portát számláltak a faluban, ez mintegy tíz lakost jelent. 1850-ben már szlovák többségű település volt.
A 18. század végén Vályi András így ír róla: „LŐRINTZKE. vagy Lőrintsik. Magyar falu Abauj Várm. földes Ura B. Fisser Uraság, lakosai katolikusok, fekszik Polyinak szomszédságában, mellynek filiája, határja is hozzá hasonlító.”
Fényes Elek 1851-ben kiadott geográfiai szótárában így ír a faluról: „Lőrinczke, Lorincik, tót falu, Abauj vármegyében, Kassához nyugotra 1/3 órányira: 197 kath., 7 zsidó lak. F. u. Kazinczy és Desseőffy örökösök.”
Borovszky Samu monográfiasorozatának Abaúj-Torna vármegyét tárgyaló része szerint: „Innen északkeletre fekszik Lőrinczke, 22 házzal, 121 tót lakossal.”
A trianoni diktátumig Abaúj-Torna vármegye Kassai járásához tartozott, utána Csehszlovákiához csatolták. 1938-ban az első bécsi döntéssel visszakerült Magyarországhoz, majd 1945-től ismét Csehszlovákia része.
1976-ban csatolták Kassához. 1993-tól Szlovákiához tartozik.

## Népessége
1910-ben 137-en, többségében szlovákok lakták, jelentős magyar kisebbséggel.
2003-ban 361 lakosa volt.
2011-ben 441 lakosából 411 fő szlovák.

## Lásd még
- Kassa
- Abaszéplak
- Bárca
- Hernádtihany
- Kassaújfalu
- Kavocsán
- Miszlóka
- Pólyi
- Saca
- Szilvásapáti
- Zsebes